# サザンスカイタワー八王子
サザンスカイタワー八王子（サザンスカイタワーはちおうじ）は、東京都八王子市子安町に所在する高層ビル形態の複合施設。八王子駅南口とペデストリアンデッキで直結しており、高さは157.5m、地上41階建て、地下2階。多摩地域では最高層である。2010年12月1日に全面開業した。
9階以上を占める390戸のタワーマンション「サザンスカイタワーレジデンス」を中心として、8階までは文化施設や公共機関、オフィス、店舗などが入っている。1階から3階の低層階はスーパーアルプスを核店舗とする商業棟。4階には八王子市役所の出張所「八王子南口総合事務所」、4階から10階には八王子市民会館（J:COMホール八王子）が入居する。5階から7階は業務オフィス。屋上は通常、立ち入り禁止である。
八王子駅南口地区市街地再開発組合によって建設された。

## 概要
1991年5月から、八王子市主導で八王子駅南口の再開発（八王子駅南口地区第一種市街地再開発事業）が策定され、2008年1月に着工。事業主は「八王子駅南口地区市街地再開発組合」。2010年11月に竣工し、翌月1日午前10時に全面開業した。同時に建設されたペデストリアンデッキ「とちの木デッキ」で八王子駅と直結している。

サザンスカイタワー八王子の建設と並行して駅前広場の整備が行われ、八王子駅南口にもバスロータリーが新設された。またこの再開発事業によりセレオ八王子南館（核店舗はビックカメラ八王子店）が建設され「とちの木デッキ」で接続されている。
サザンスカイタワー八王子商業棟の核店舗は、計画段階では東急ストアが出店を予定し、1999年12月に出店に関する覚書を締結していた。しかし2008年4月に突然、東急ストア側が一方的に出店計画を白紙撤回。その後の交渉でも折り合いが付かなかったため、再開発組合は東急ストアの出店を断念した。その結果、核店舗として八王子市に本社を置くスーパーアルプスが出店したという経緯がある。
再開発組合は翌2009年、計画を白紙撤回した東急ストアに対し「損害賠償請求をすることにした。その手続きを顧問弁護士に依頼している」と述べていたが、その後の展開は不明である。なお東急グループは、市の主導で八王子駅北口に建設された再開発ビル「八王子東急スクエア」からも撤退し、同施設は「八王子オクトーレ」に改称された。

## 沿革
- 1991年（平成3年）5月：「八王子駅南口地区市街地再開発準備組合」を設立。
- 1993年（平成5年）3月：都市計画決定。
- 1999年（平成11年）12月：東急ストアと出店に関する覚書を締結[7]。
- 2008年（平成20年）1月：再開発ビル工事着工。
- 2008年（平成20年）
  - 4月：東急ストアが出店意向を白紙撤回[7]。
  - 11月26日：再開発ビルの愛称を「サザンスカイタワー八王子」[12][13]、ペデストリアンデッキの愛称を「とちの木デッキ」に決定[13]。
- 2010年（平成22年）
  - 1月26日：上棟式が行われ、報道関係者に39階部分が公開される[14][5]。
  - 8月24日：4階から8階に入居する八王子市民会館のネーミングライツを、市内に研究施設を持つオリンパスが取得[15][16][17]、八王子市と基本合意し「オリンパスホール八王子」に決定[15][16][17]。使用期間は2011年4月1日から2021年3月31日の10年間[15][16][17]。
  - 11月20日：1階・2階の一部が部分開業[18][19]。
  - 11月27日：「南口まちびらき記念フェスタ」を開始（12月5日まで）[20]。
  - 12月1日：午前10時に全面開業[4][1]。
- 2011年（平成23年）4月2日：八王子市民会館（オリンパスホール八王子）開館。
- 2021年（令和3年）1月15日：オリンパスとの契約期間終了に伴い、八王子市民会館のネーミングライツをケーブルテレビのジェイコム東京が取得。八王子市と基本合意し「J:COMホール八王子」に改名[21][22]。使用期間は2021年4月1日から2026年3月31日までの5年間。

## 施設概要
- 地上41階、地下2階、塔屋2階[3][4][1]
- 面積：敷地面積10,279.39m2、延床面積99,769.87m2、建築面積8,188.16m2[3][4]
- 高さ：157.5m[1]
- 構造：鉄筋コンクリート構造、一部鉄骨構造、鉄骨鉄筋コンクリート構造[3][23]
- 住宅戸数：390戸[2]

### フロア構成
- 地下1・2階：タイムズサザンスカイパーキング（地下駐車場）、地下駐輪場、バイク置場[4][24]
- 1階 - 3階：商業施設。テナントは2010年11月20日より順次開店[25]、同年12月1日全面開業[25]。
  - 1階：くまざわ書店（11月20日開店）、多摩信用金庫（11月22日開店）、クリニック・調剤薬局（12月1日開業）ほか[25]。
  - 2階：スーパーアルプス、トモズエクスプレス、スターバックス コーヒー（11月20日開店）ほか[25]。
  - 3階：サイゼリヤ、日高屋、セリア（12月1日開店）、はま寿司、桑都日本遺産センター 八王子博物館ほか[26][25]。
- 4階：八王子駅南口総合事務所[3][4]
  - 2010年11月26日開設。これにより、同年11月25日をもって八王子北口のクリエイトホールにあった八王子駅前事務所が閉鎖された[27][28]。
- 4階 - 10階：八王子市民会館「J:COMホール八王子」
  - 2011年4月2日開館[16]。八王子市民会館が上野町から移転し[17]、オリンパス→ジェイコム東京がネーミングライツを取得[15][16][17][21][22]。
  - 約10,300m2、最大2,021席と[16]、多摩地域トップクラス[16]。
- 5階 - 7階：業務オフィス[4]
- 9階 - 41階：住居（住友不動産による高層分譲マンション「サザンスカイタワーレジデンス」）

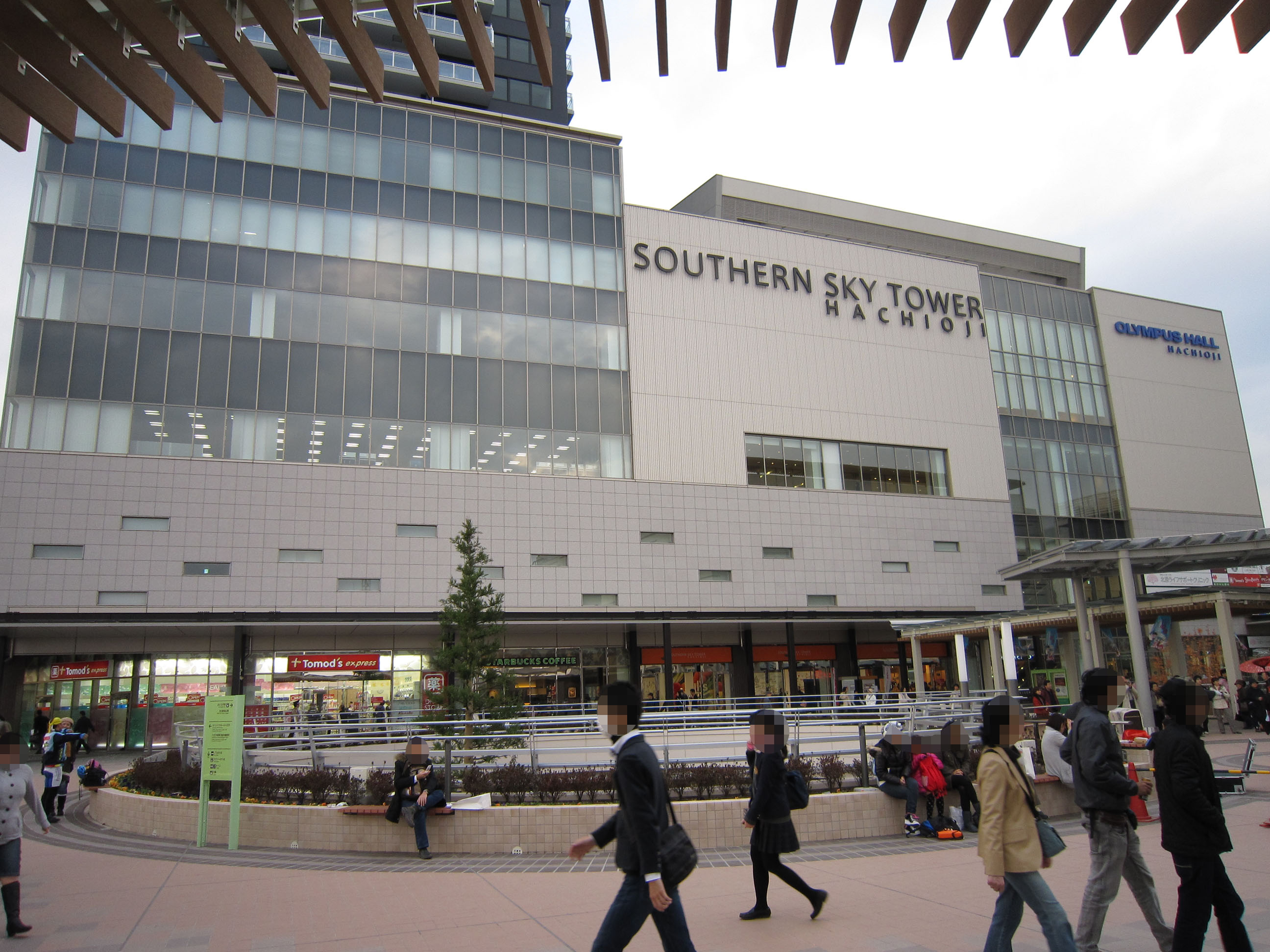
サザンスカイタワー八王子 低層階の商業棟部分（2010年11月27日）
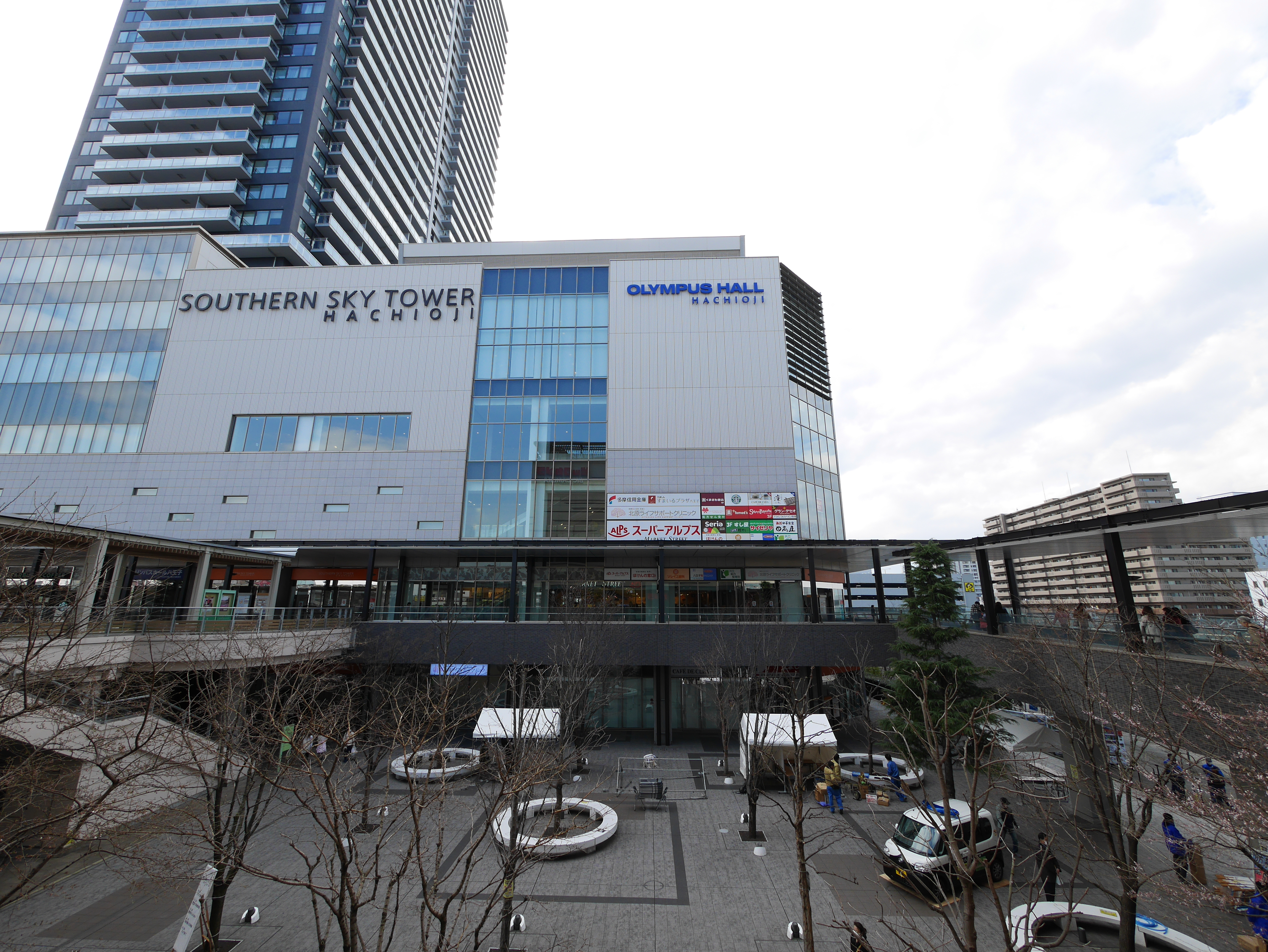
サザンスカイタワー八王子とオリンパスホール八王子（2016年3月26日）
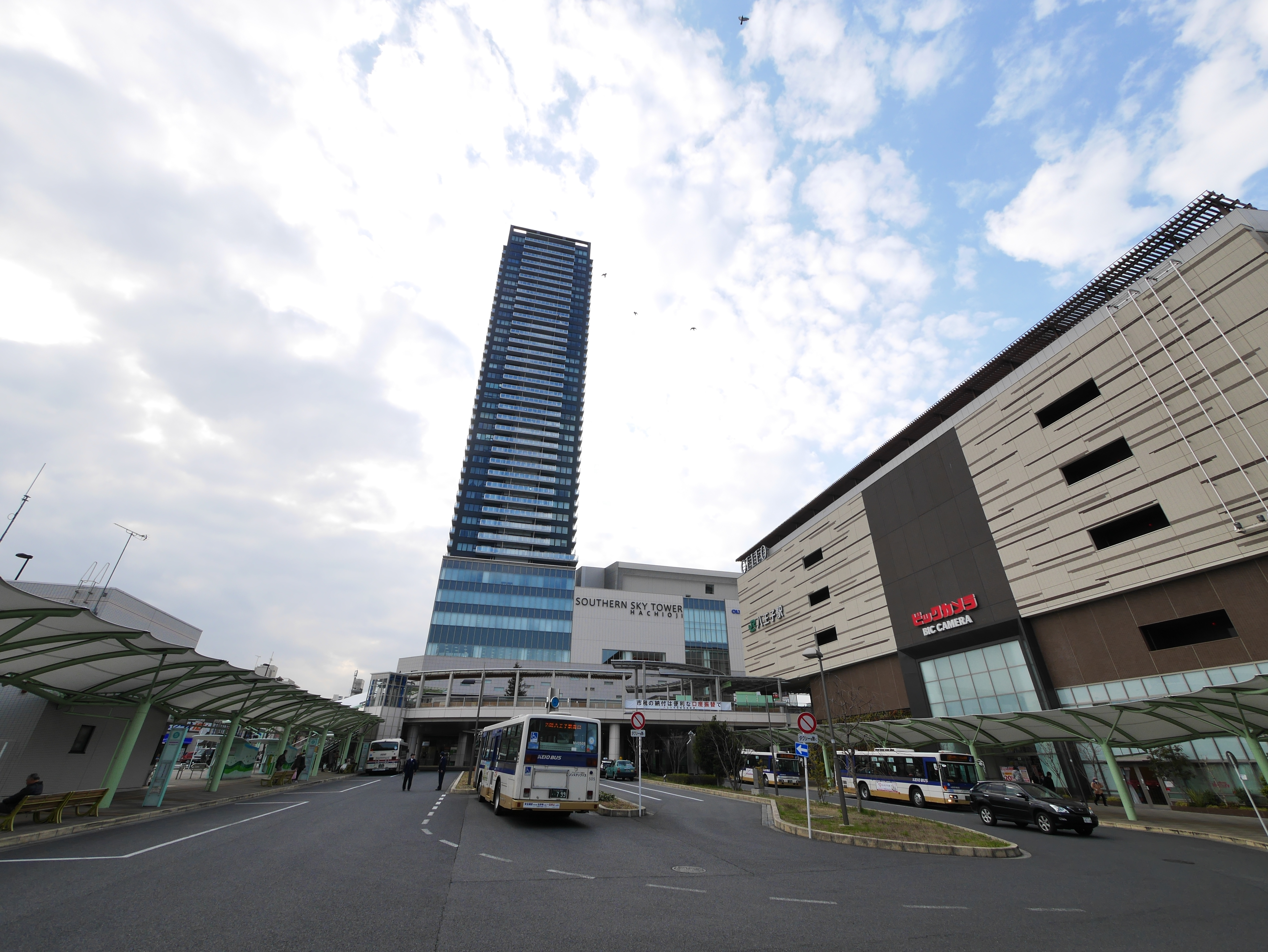
新設された八王子駅南口バスロータリー 右側の建物はセレオ八王子南館
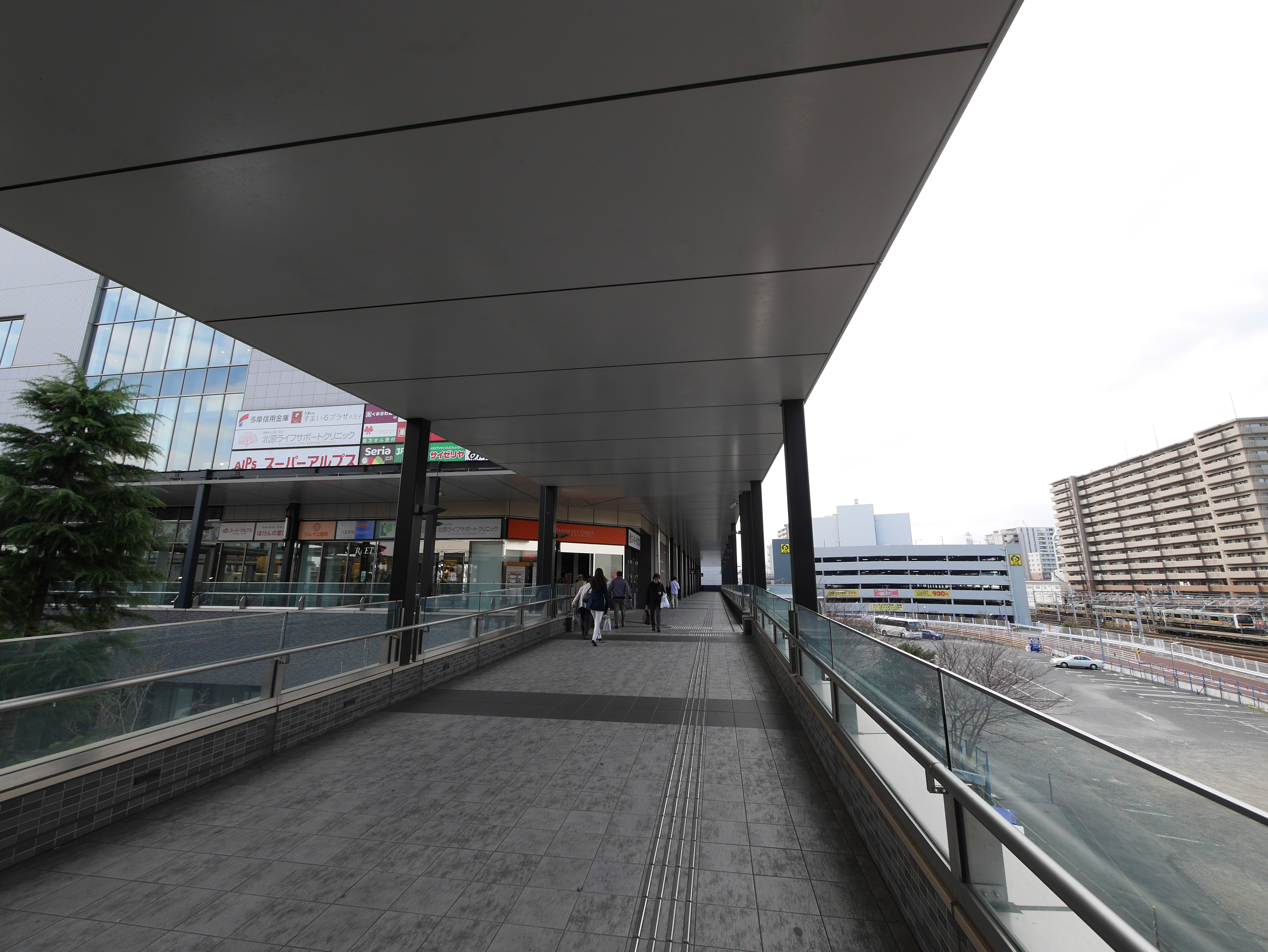
八王子駅に直結する「とちの木デッキ」
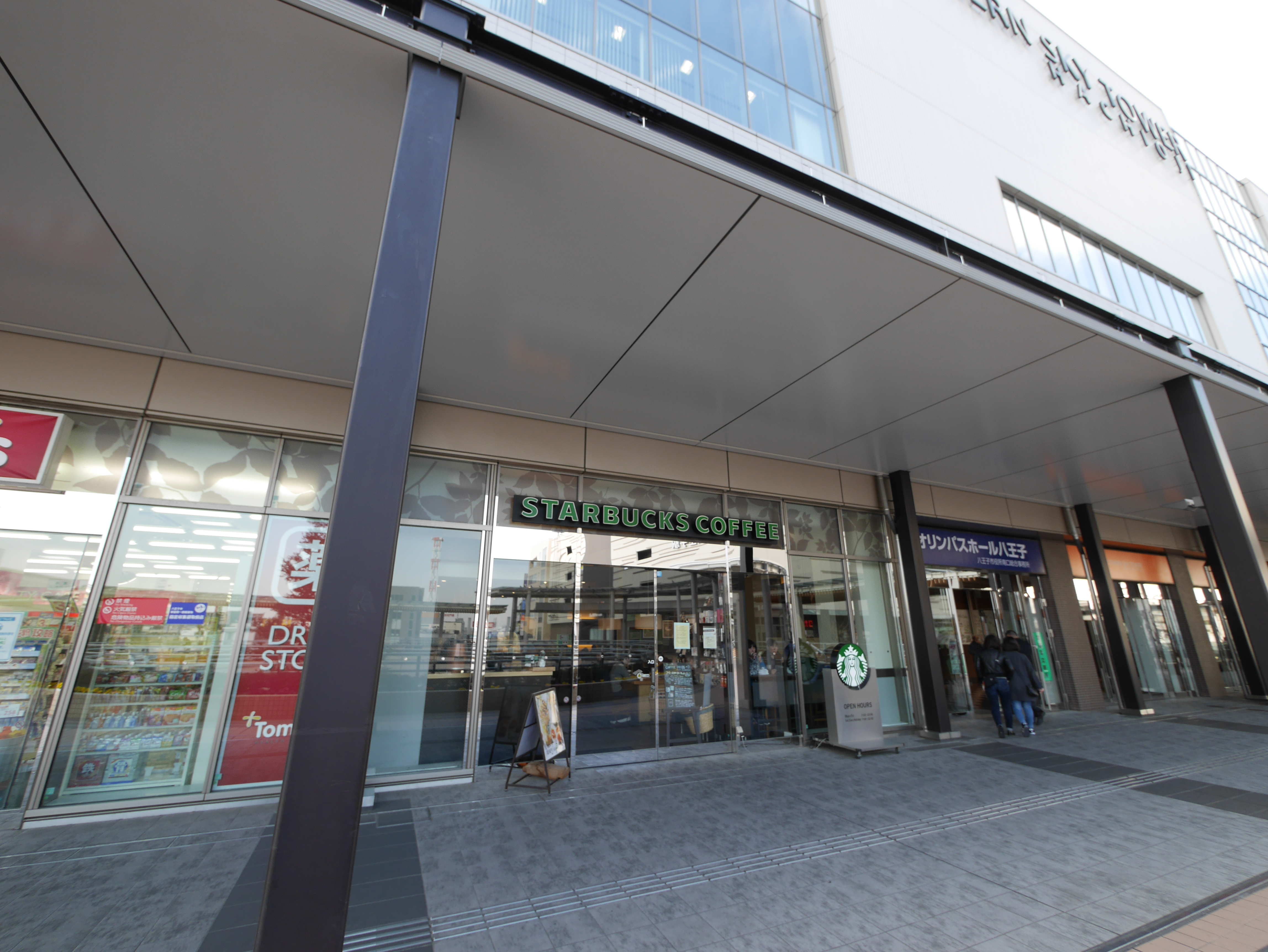
1階店舗・オリンパスホール八王子（当時）入口
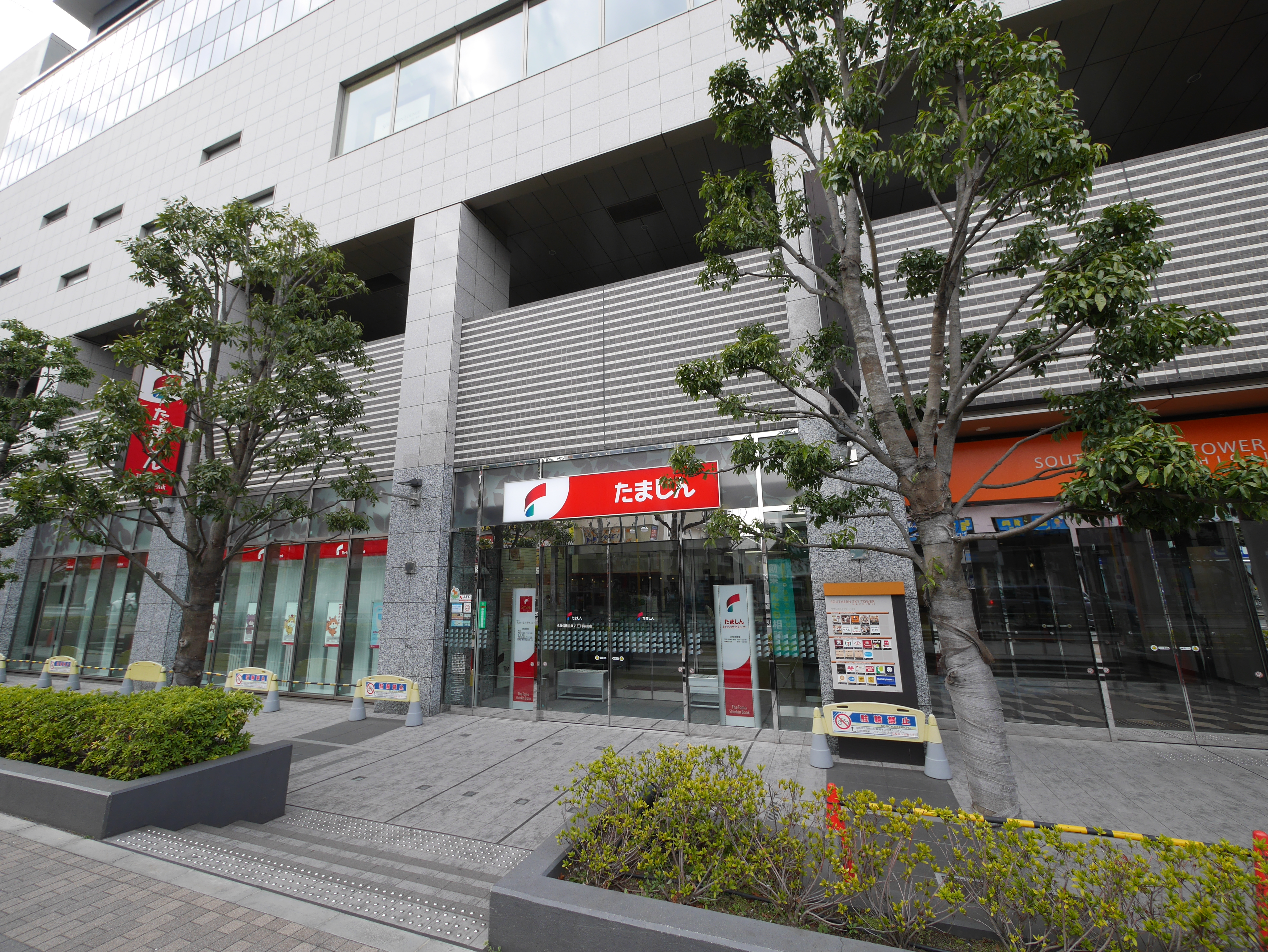
1階店舗（多摩信用金庫八王子駅前支店）
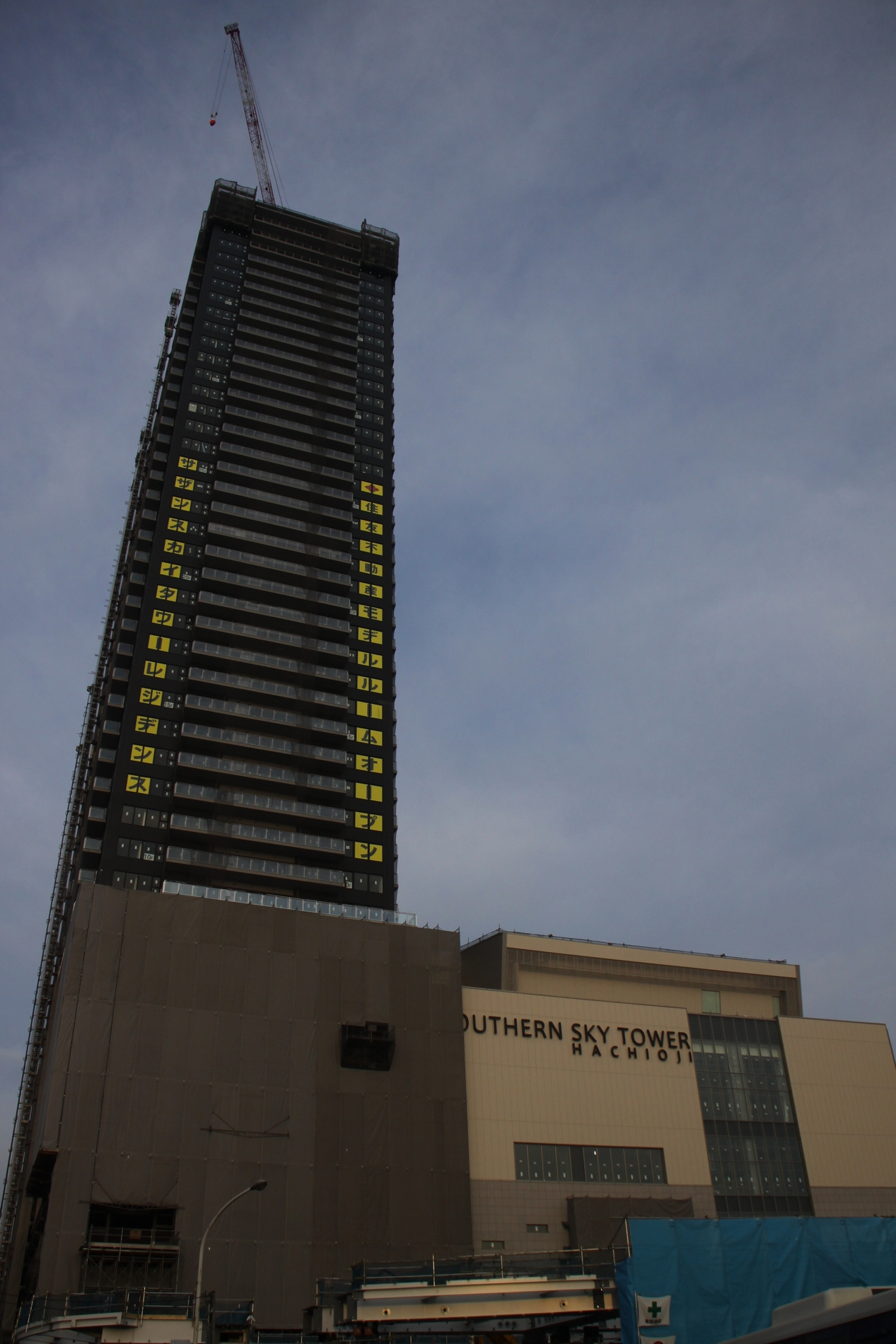
建設中のサザンスカイタワー八王子（2010年2月）